# سیارک ۲۳۸۵۲
سیارک ۲۳۸۵۲ (به انگلیسی: 23852 Laurierumker، نامگذاری:1998RN35) بیست و سه هزار و هشتصد و پنجاه و دومین سیارک کشف شده‌است که در ۱۴ سپتامبر ۱۹۹۸ کشف شد.
قدر مطلق سیارک برابر ۲۰.۴ است.